# Domenico Marocchino
Domenico Marocchino (né le 5 mai 1957 à Verceil en Italie) est un joueur de football international italien, qui jouait en tant que milieu de terrain.
Surnommé Marocco, il reste surtout célèbre pour sa période passée avec le club de la Juventus (où il remporta deux championnats et une coupe).

## Palmarès
Juventus Football Club
- Serie A : (2)
  - Vainqueur : 1980-81 et 1981-82.

- Coppa Italia : (1)
  - Vainqueur : 1982-83.